# San Paolo alla Tre Fontane (titre cardinalice)
La diaconie cardinalice de San Paolo alla Tre Fontane est instituée le 20 novembre 2010 par le pape Benoît XVI et rattachée à l'église San Paolo alle Tre Fontane, qui appartient au complexe de l'abbaye de Tre Fontane, au sud de Rome.

## Titulaires
- Mauro Piacenza (2010-)

## Sources
- (it) Cet article est partiellement ou en totalité issu de l’article de Wikipédia en italien intitulé « San Paolo alle Tre Fontane (diaconia) » (voir la liste des auteurs).